# Гелена (Огайо)
Гелена (англ. Helena) — селище (англ. village) в США, в окрузі Сендаскі штату Огайо. Населення — 211 особа (2020).

## Географія
Гелена розташована за координатами 41°20′25″ пн. ш. 83°17′31″ зх. д. / 41.34028° пн. ш. 83.29194° зх. д. (41.340362, -83.291983).  За даними Бюро перепису населення США в 2010 році селище мало площу 0,76 км², уся площа — суходіл.

## Демографія
Згідно з переписом 2010 року, у селищі мешкали 224 особи в 97 домогосподарствах у складі 64 родин. Густота населення становила 293 особи/км².  Було 102 помешкання (133/км²).
Расовий склад населення:
| - 99,6 % — білих |

До двох чи більше рас належало 0,0 %. Частка іспаномовних становила 3,6 % від усіх жителів.
За віковим діапазоном населення розподілялося таким чином: 20,5 % — особи молодші 18 років, 65,7 % — особи у віці 18—64 років, 13,8 % — особи у віці 65 років та старші. Медіана віку мешканця становила 41,8 року. На 100 осіб жіночої статі у селищі припадало 121,8 чоловіків;  на 100 жінок у віці від 18 років та старших — 111,9 чоловіків також старших 18 років.
Середній дохід на одне домашнє господарство  становив 52 103 долари США (медіана — 49 375), а середній дохід на одну сім'ю — 50 290 доларів (медіана — 48 750). За межею бідності перебувало 24,0 % осіб, у тому числі 54,1 % дітей у віці до 18 років та 0,0 % осіб у віці 65 років та старших.
Цивільне працевлаштоване населення становило 93 особи. Основні галузі зайнятості: виробництво — 37,6 %, освіта, охорона здоров'я та соціальна допомога — 17,2 %, роздрібна торгівля — 8,6 %, мистецтво, розваги та відпочинок — 8,6 %.